# Les Fugitifs
Les Fugitifs é um filme de comédia produzido na França, dirigido por Francis Veber e lançado em 1986.